# Garrota

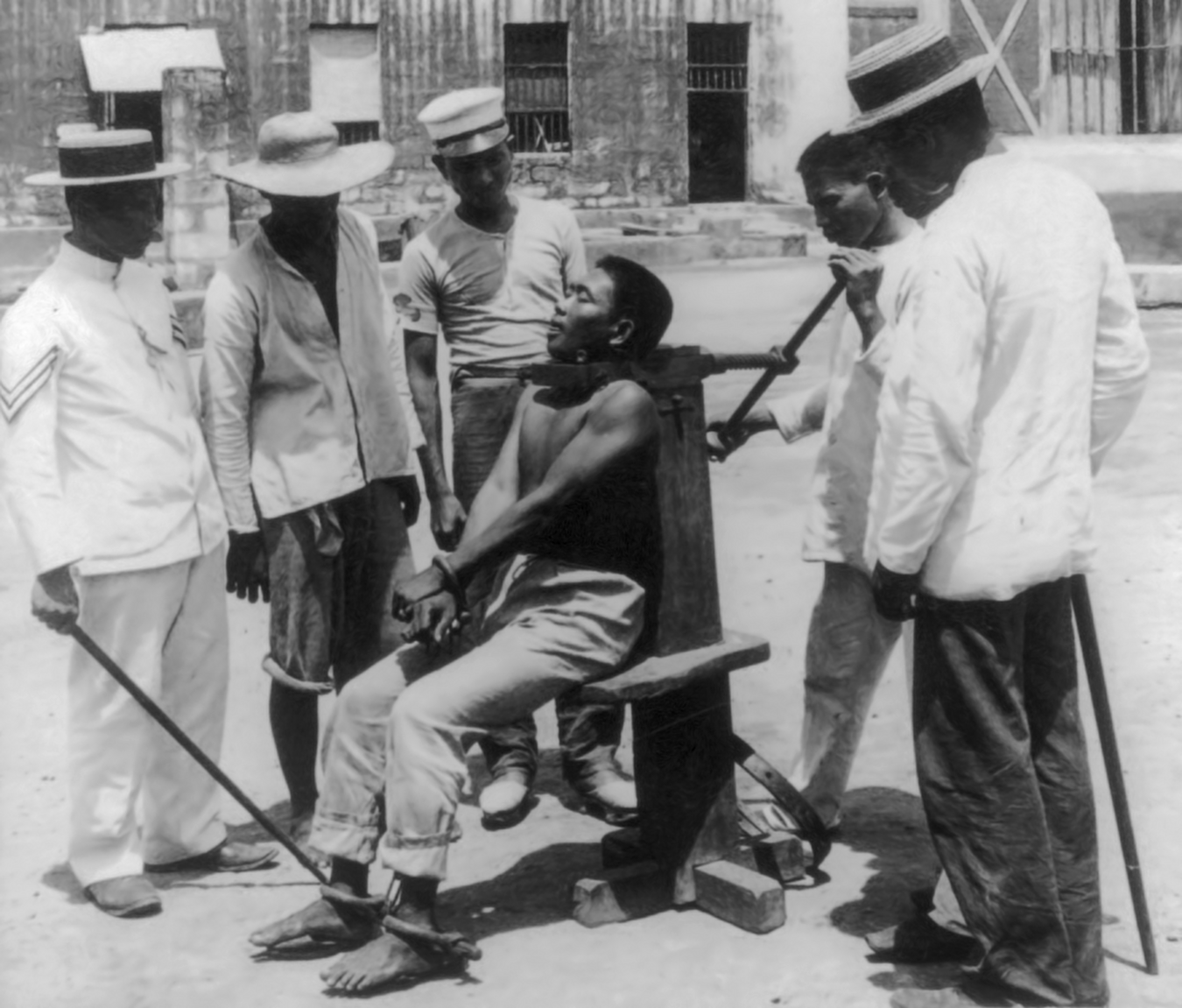
Esecuzione mediante garrota nelle Filippine, 1901, quando il paese era già amministrato dagli USA (le autorità statunitensi decisero di mantenere la garrota nelle Filippine, dopo che nel 1898 tolsero alla Spagna la colonia, e la usarono sino al 1902)

La garrota o garrotta è uno strumento utilizzato per l'esecuzione delle condanne a morte, in uso in Spagna dal 1822 al 1975. Nel 1978, dopo la caduta del franchismo, la Costituzione abolì la pena di morte.

## Caratteristiche
È costituita da un cerchio di ferro fissato a un palo, che viene stretto mediante una vite attorno al collo del condannato, fino a provocarne la morte per strangolamento. Fu usata l'ultima volta in Spagna il 2 marzo 1974, per l'esecuzione dell'anarchico catalano Salvador Puig Antich e del tedesco-orientale Georg Michael Welzel (noto come cittadino polacco di nome Heinz Ches).

## Macchinario per l'esecuzione

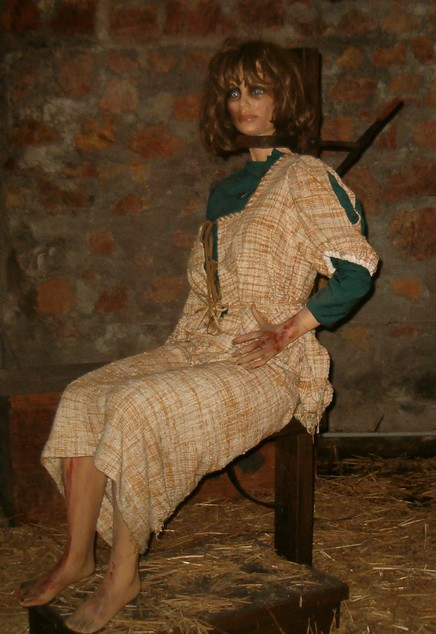
Un manichino al museo di Rüdesheim viene posizionato su una garrota per mostrare la posizione di una persona sul macchinario

In tempo di pace la garrota fu l'unico mezzo utilizzato per la pena di morte in Spagna per più di un secolo. In origine era un'esecuzione nella quale il condannato veniva ucciso con una mazza (garrote in spagnolo). Fu in seguito sviluppata una macchina per lo strangolamento, dove il condannato veniva legato a un palo di legno con una corda avvolta intorno al collo, che ritorta da dietro ne provocava la morte. Col tempo il metodo fu modificato con l'aggiunta di una sedia fissata al palo, alla quale il condannato veniva legato, mentre il boia con una manovella o una ruota stringeva una fascia metallica intorno al collo, provocandone lo strangolamento.
Altre versioni incorporavano una lama fissa di metallo con la punta direzionata al midollo allungato, la cui lesione portava a morte rapida per arresto cardiaco. Questa versione fu usata dalla fine del 1940. Le autorità statunitensi decisero di mantenere la garrota nelle Filippine, dopo che nel 1898 tolsero alla Spagna la colonia, e la usarono sino al 1902. Vittime famose garrotate nelle Filippine furono i tre sacerdoti indigeni Gomburza, condannati a morte per una presunta partecipazione all'ammutinamento di Cavite del 1872.